# Sindromul altern asfigmo-piramidal (Petrovici - Fradis)
Sindromul altern asfigmo-piramidal (Petrovici - Fradis)
Examinarea clinică a paciențiilor cu ocluzii ale axului carotidian pune în evidență o diminuare a amplitudinei pulsului până la asfigmie în ramurile colaterale ale arterei carotide, care diferă în raport cu localizarea ocluziei.
Hemipareza contralaterală ocluziei - sindromul piramidal - (datorită deficitului de irigare cu sânge a țesuturilor cerebrale tributare ramurilor terminale ale carotidei) împreună cu asfigmia sau hiposfigmia ipsilaterală, ambele simptome depinzând de aceeași leziune ocluzivă, constitue un sindrom altern, Sindromul altern asfigmo-piramidal sau Sindromul Petrovici-Fradis.
Acest sindrom altern are trei forme diferite, în funcție de localizarea ocluziei și respectiv de ramurile colaterale în care turburările sfigmice stau pe primul plan:
- I.   Forma subclavio-piramidală
- II.  Forma temporo-piramidală
- III. Forma oftalmo-piramidală.

Diagnosticarea clinică a uneia din aceste trei forme face posibilă recunoașterea nivelului unde s-a produs ocluzia în axul carotidian.
Psychiat.Neurol., Basel 144:137 - 155 (1962)